# Crassula aphylla
Crassula aphylla (Schönland & Baker f., 1898) è una pianta succulenta appartenente alla famiglia delle Crassulaceae, endemica delle Province del Capo, in Sudafrica.
L'epiteto specifico aphylla deriva dal greco α-φύλλα (a-fullon), senza foglie, con riferimento alla particolare morfologia della pianta.
Di questa Selmar Schönland, allora direttore dell'Albany Museum e colui che per primo classificherà questa specie, dirà:
(Selmar Schönland, Journal of Botany, British and Foreign)

## Descrizione

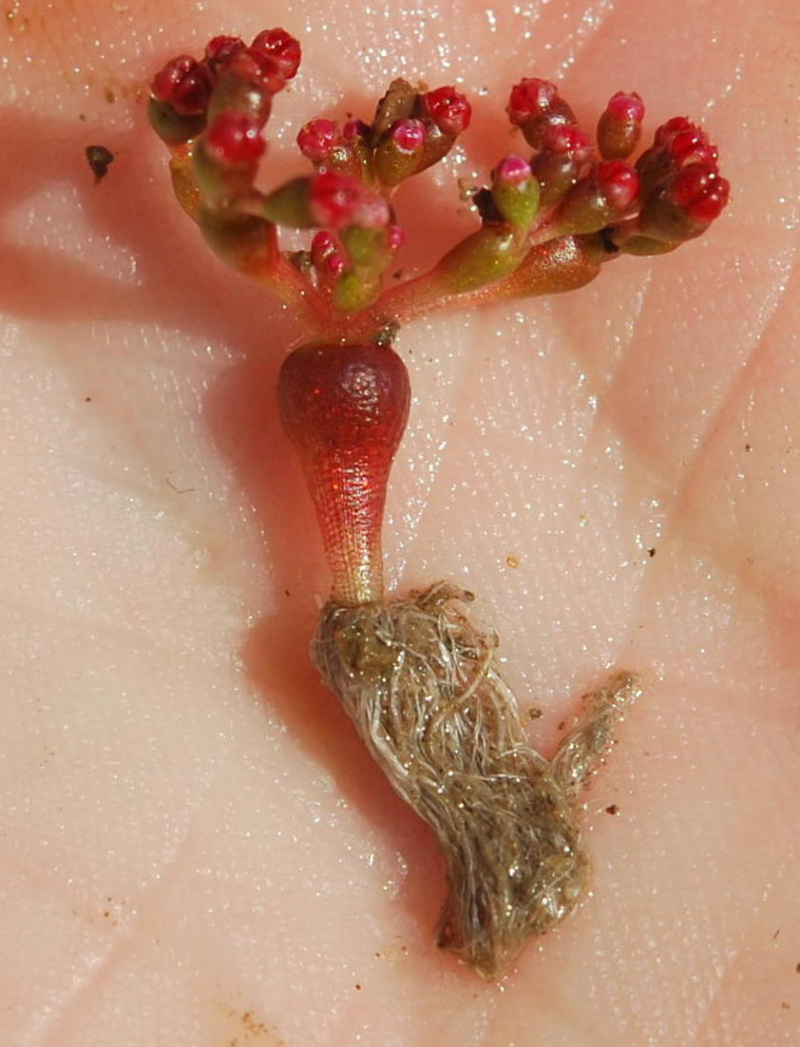
Singolo esemplare di C. aphylla.

C. aphylla è una pianta annuale nana che ha un'altezza compresa tra i 6 e i 30 millimetri. Ciascun esemplare è formato da uno stelo di maggiori dimensioni, a portamento eretto e a forma di mazza che ramifica numerose volte.
Le foglie hanno una forma peculiare all'interno del genere Crassula: difatti sono interamente fuse tra loro, formando un anello carnoso intorno allo stelo a partire dagli internodi, creando così i caratteristici segmenti a forma di clava, glabri e di colore da verde a marrone-rossastro. Il colore della pianta è influenzato dall'esposizione al sole e alla disponibilità di acqua difatti, tanto più l'ambiente sarà caldo e arido, tanto più le foglie assumeranno un colore rossastro.
L'infiorescenza è nella maggior parte dei casi composta da un solo fiore terminale, raramente si ha invece un'infiorescenza a cima che si sviluppa dalle ascelle per simpoidale. In habitat si sviluppa tra i mesi di agosto e ottobre, durante la stagione primaverile.
I fiori tetrameri sono composti da un calice carnoso a lobi ottusi, spesso non distinguibili, e una corolla a forma di coppa di colore in genere bianco, con sfumature rosse o rosate. I petali dalla forma ovato-oblunga, lunghi 1–2 mm, sono fusi tra loro alla base e ricurvi. Gli stami portano delle antere di colore giallo o bruno.
Nelle popolazioni diffuse in aree più settentrionali le foglie sono in genere meglio discernibili e ciascuno follicolo contiene due semi, invece che uno.

## Distribuzione e habitat
C. aphylla è originaria delle Province del Capo Occidentale e Settentrionale e, più specificatamente, nell'area montuosa delimitata dalla scarpata del Bokkeveld a sud-ovest, dai monti Cederberg a nord e dalle Hex River Mountains a ovest. A quest'area va aggiunta quella occupata da una popolazione isolata situata più a nord, sul monti Kamiesberge.
Questa specie è diffusa in un habitat montano ed è frequente trovarla all'interno di pozze d'acqua dolce che si creano su suoli rocciosi o formati d'arenaria, oltre che nell'alveo dei torrenti. Grazie alla sua elevata diffusione e al fatto che la maggior parte del suo areale coincida con aree protette, questa specie è stata classificata come a rischio minimo secondo gli standard IUCN.

## Galleria d'immagini

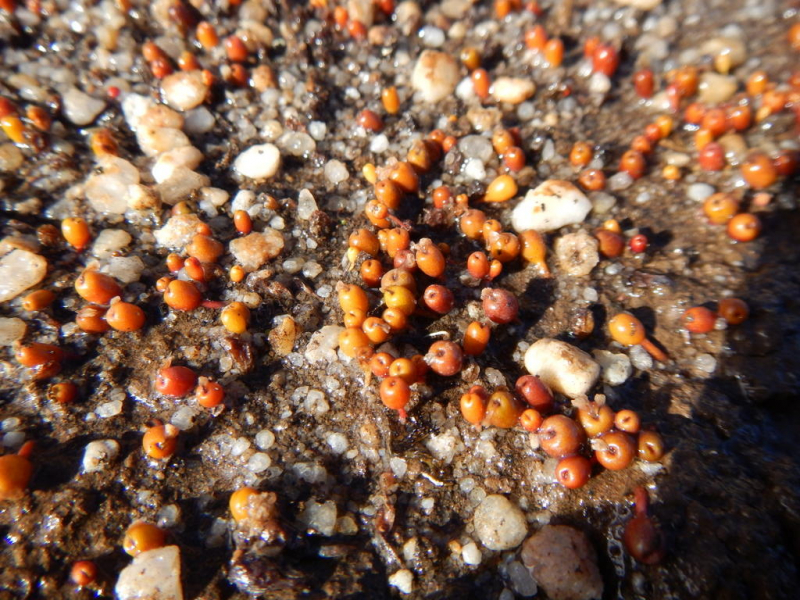
Giovani esemplari di C. aphylla
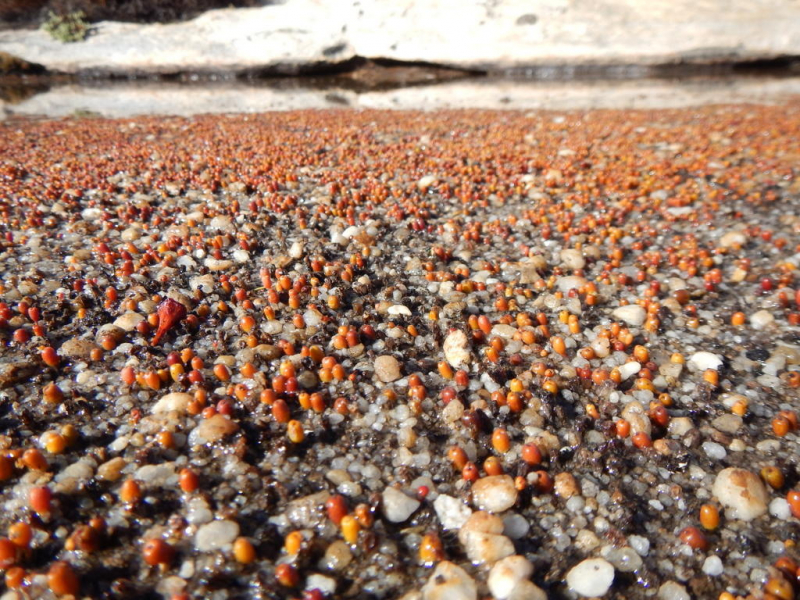
Estesa popolazione di C. aphylla
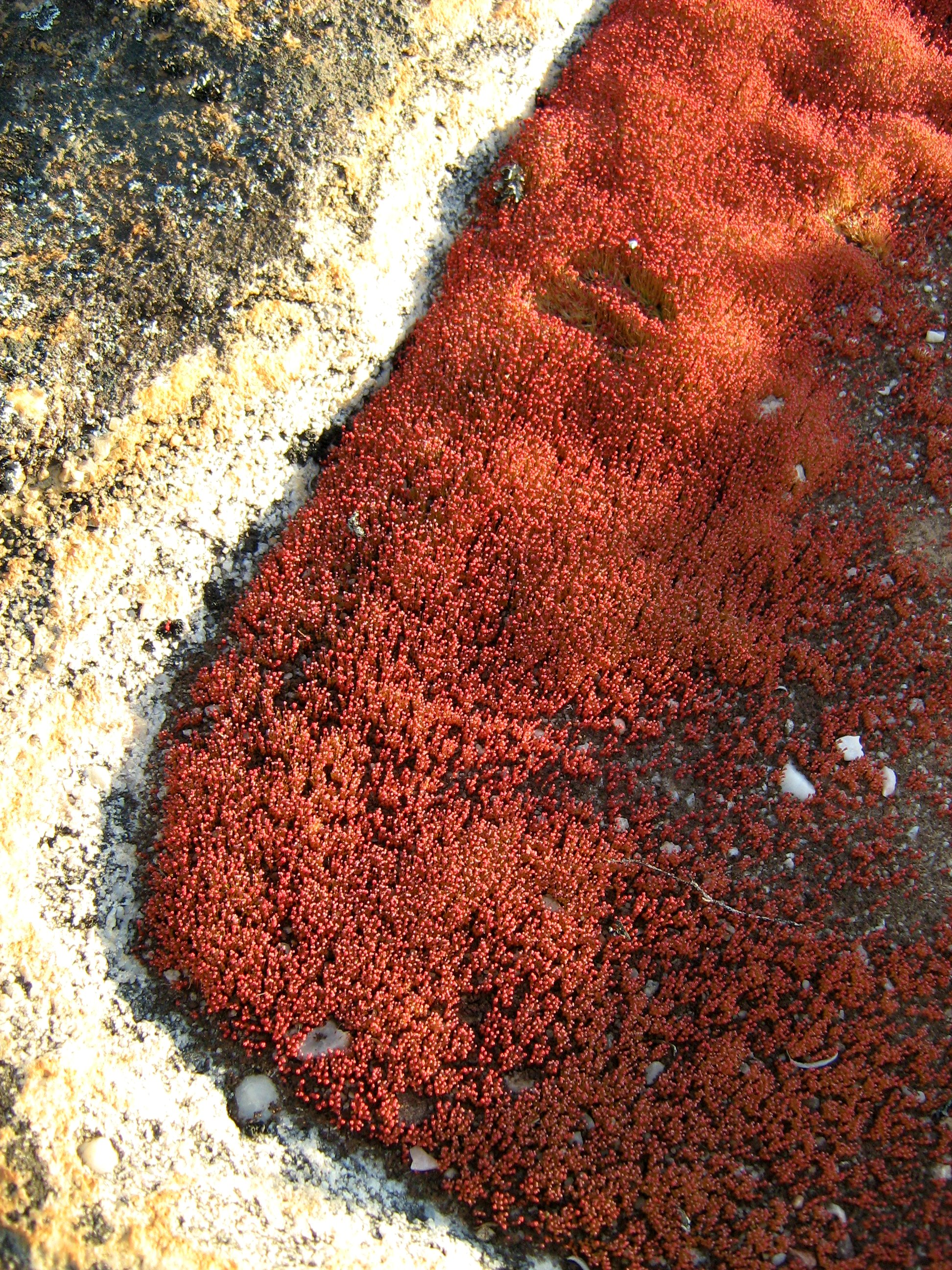
Fitta colonia di C. aphylla, dal colore bruno-rossastro si può dedurre come la pianta stia attraversando un periodo di siccità
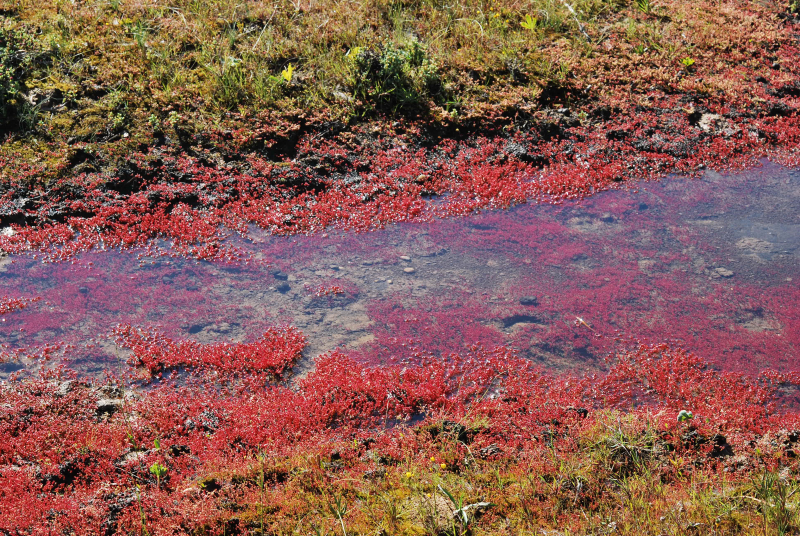
Popolazione di C. aphylla nell'alveo di un torrente
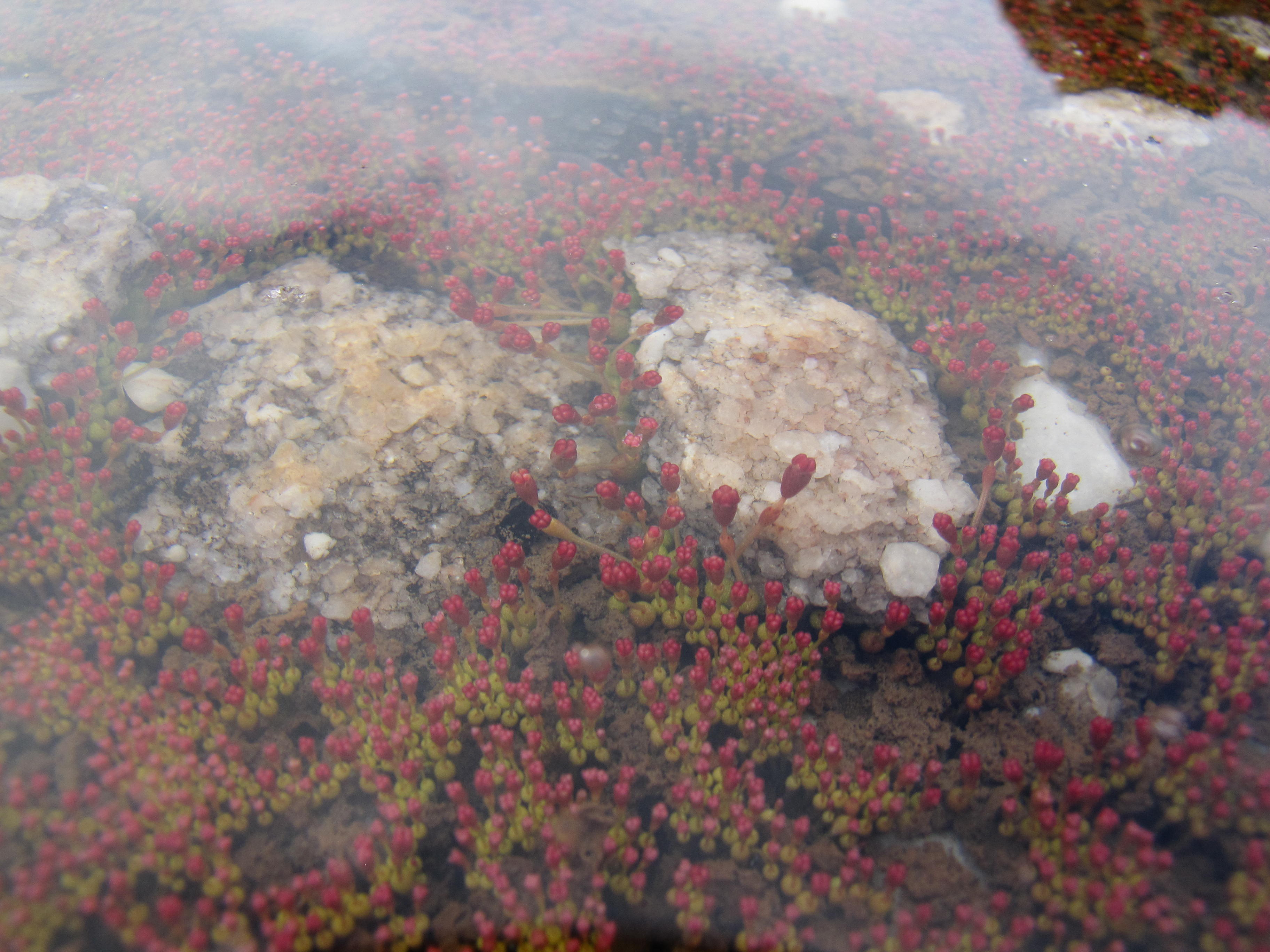
Popolazione di C. aphylla immersa in una pozza d'acqua
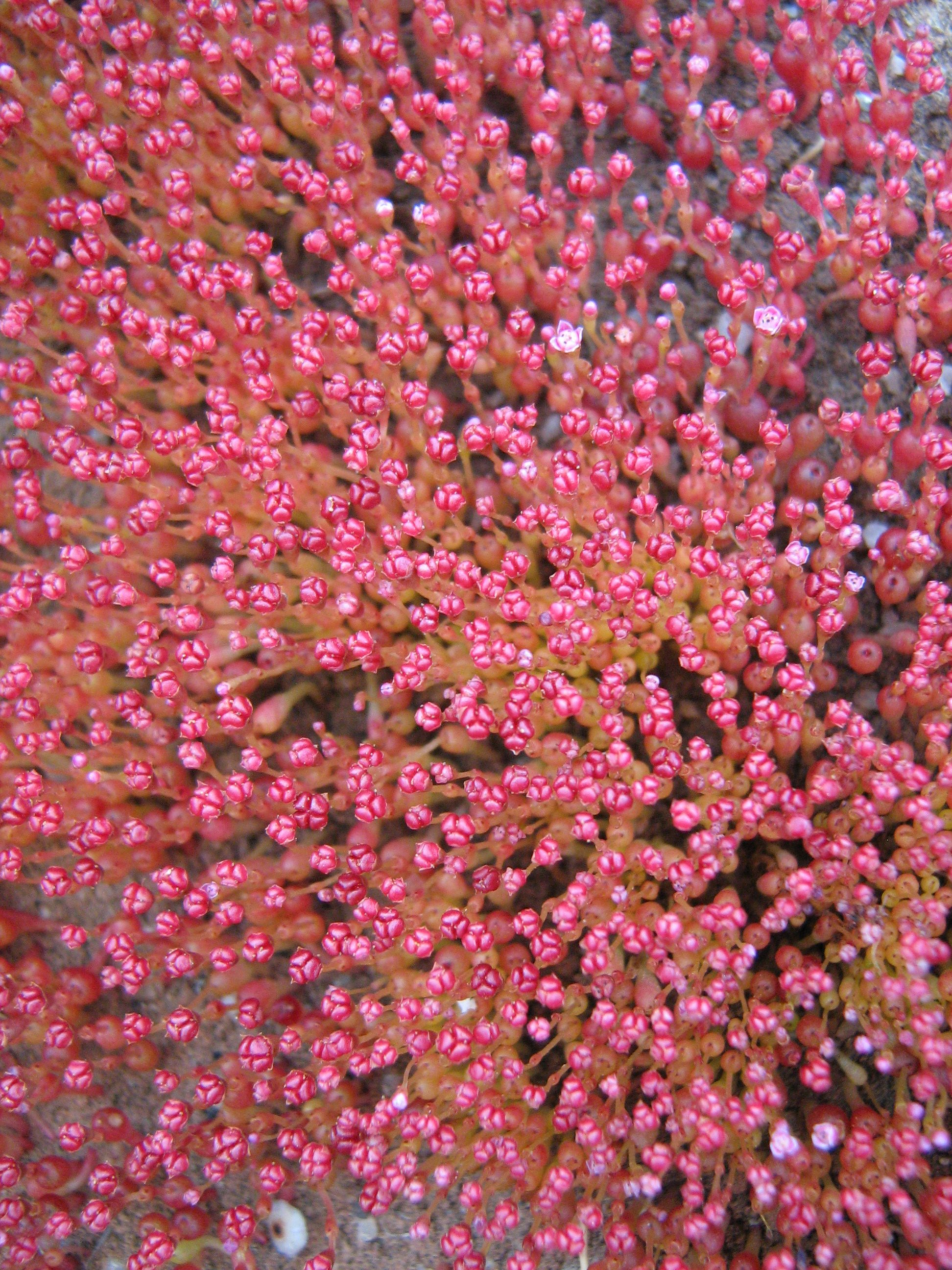
Esemplari di C. aphylla in fiore
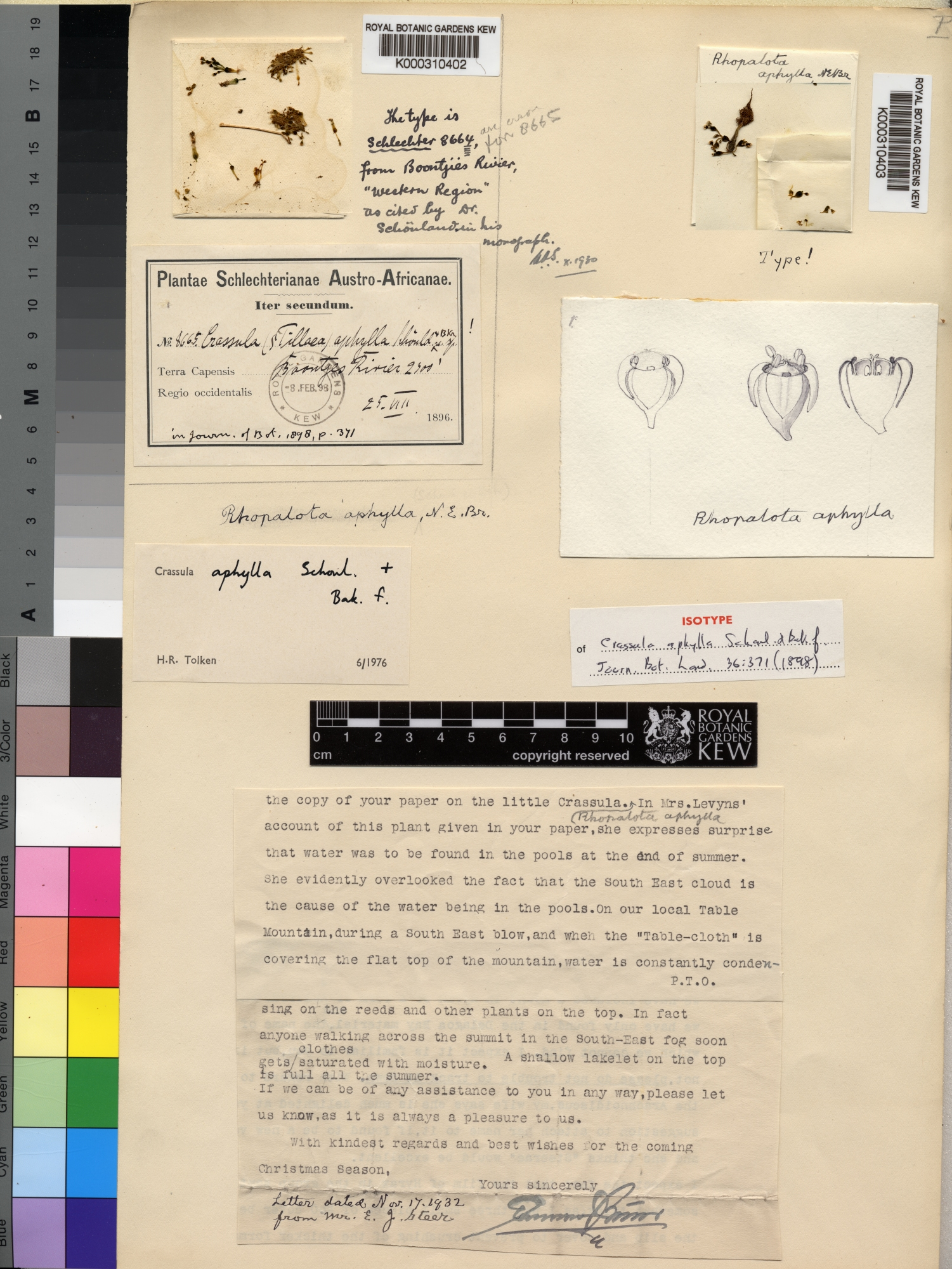
Campioni di C. aphylla di proprietà dei Kew Gardens